# Sixième sommet des chefs d'État arabes (novembre 1973)
Le 6e sommet des chefs d'État arabes s'est tenu à Alger du 26 au 28 novembre 1973, un mois après la fin de la guerre israélo-arabe de Kippour.
L'un des plus importants par ses conséquences, ce sommet arabe est immédiatement suivi d'un sommet de Organisation de l'unité africaine qui déclenche la rupture des relations diplomatiques de 42 États africains avec Israël ; puis de deux Déclarations des principaux pays d'Europe occidentale annonçant leur adhésion à plusieurs des exigences arabes relatives à Israël ; et, après quelques mois, par le début de l'institutionnalisation de la coopération euro-arabe.

## Contexte
Lorsque le 6e sommet des chefs d'État arabes s'ouvre à Alger le 26 novembre 1973, la guerre du Kippour (6 au 24 octobre 1973) vient de s'achever par la défaite des armées égyptiennes et syriennes, en dépit de leurs succès initiaux ; l'accord de cessez-le-feu entre l’Égypte et Israël a été signé deux semaines plus tôt, le 11 novembre.
Les pays arabes membres de l'OPEP viennent de déclencher le premier choc pétrolier, les 16 et 17 octobre, à Koweit, par l’augmentation unilatéralement de 70 % le prix du baril de brut assortie de la réduction de 5 % de leur production pétrolière, « jusqu'à évacuation des territoires occupés et reconnaissance des droits des Palestiniens ». Le 20 octobre, le roi Fayçal d'Arabie a prononcé l'embargo total sur les livraisons de pétrole destinées aux États-Unis, aux Pays-Bas, au Portugal et à l'Afrique du sud, et menacé d'embargo les autres États s'ils « soutiennent Israël ».
Une semaine avant ce 6e sommet des chefs d'État arabes, du 19 au 21 novembre, le Conseil des ministres de l'Organisation de l'unité africaine s'est réuni en session extraordinaire d'urgence, à la demande de l'Algérie. Il a décidé de créer un comité chargé de prendre contact avec la Ligue arabe pour définir une politique de coopération entre les États africains et le monde arabe.
La 4e Conférence des non-alignés s'est déroulée, également à Alger, deux mois plus tôt, du 5 au 9 septembre 1973,.
En Europe, le 24 novembre 1973, deux jours avant le sommet arabe, est décidé à Londres la création de l'« Association parlementaire pour la coopération euro-arabe », à l'initiative de Christopher Mayhew, député travailliste, ancien ministre, et Raymond Offroy, député U.D.F., ambassadeur. L'association, qui aura une grande influence auprès des instances européennes, sera effectivement créée par 35 parlementaires représentant la quasi-totalité des pays et des principales tendances politiques de la Communauté Economique Européenne, le 24 mars I974 à Paris,,.

## Participants au sommet
Convoqué à la demande de l'Égypte et la Syrie, ce sommet des Chefs d'État, la plus solennelle institution de la Ligue arabe, réunit la plupart des pays arabes, à l'exception notable de la Jordanie.

## Décisions
Le 6e sommet des Chefs d'État arabes à Alger, proclame, pour la première fois, que l’OLP est « le représentant du peuple palestinien » et réitère les objectifs des États arabes face à Israël : libération totale des terres conquises en 1967, libération de la Jérusalem arabe et le « rétablissement des droits nationaux du peuple palestinien ».
Vis-à-vis de l’Europe occidentale, le sommet exige la fin du soutien militaire et économique à Israël, et la levée de l’embargo sur les ventes d’armes aux pays arabes.
Aux États-Unis, il demande une meilleure considération de la cause arabe et qu'ils infléchissent leur politique jugée trop favorable à Israël.
Enfin le sommet demande la poursuite du soutien du Bloc de l'Est européen à la cause arabe avec la poursuite des livraisons d’armes.

## Conséquences
Appuyées par les menaces d'embargo sur les livraisons de pétrole, les décisions du sommet ont un fort impact sur les États africains et sur les États d'Europe occidentale, et lancent l'OLP dans l'arène diplomatique.
Concomitant au sommet arabe, l'Organisation de l'unité africaine tient à l'initiative de l'Algérie une conférence extraordinaire du 19 au 20 novembre 1973, durant laquelle est adopté le principe de rupture des relations diplomatiques de l'Afrique avec Israël, et 42 États africains rompent ces relations diplomatiques sans pour autant que leurs relations commerciales n'en soient particulièrement affectées.

### Europe
À l'initiative du président Pompidou, les gouvernements de la CEE publient la Déclaration du 6 novembre 1973 qui répond positivement aux demandes de la Ligue arabe Les Neuf adoptent une position proche à la position française en reconnaissant pour la première fois les « droits légitimes des Palestiniens »,. Cette déclaration marque le début d’une politique européenne d’entente avec l’OLP ; elle condamne Israël en affirmant « l'inadmissibilité de l'acquisition de territoires par la force » et « la nécessité pour Israël de mettre fin à l'occupation territoriale qu'elle maintient depuis le conflit de 1967 ». Un an plus tard, en novembre 1974, la participation de l'OLP et d'Arafat à l'assemblée générale de l'ONU apparaîtra comme un succès diplomatique français et européen.
La France s'engage rapidement dans la coopération avec les pays arabes. Deux jours après la fin du sommet arabe, son gouvernement, dirigé par Pierre Messmer, signe avec les Saoudiens, le 30 novembre 1973, un mémorandum secret organisant entre les deux pays une coopération importante et de longue durée.
Le sommet européen tenu d'urgence à Copenhague le 16 décembre 1973, toujours à l'initiative de la France, développe la Déclaration du 6 novembre en identifiant « l'identité européenne » avec la mise en œuvre d'« une politique globale de coopération » avec les pays du bassin méditerranéen et les pays du Proche Orient.  Le « Dialogue euro-arabe » en découlera.
Mettant en pratique ces décisions de principe, le 4 mars 1974 les ministres des Affaires étrangères de la CEE adoptent un rapport sur le Proche-Orient créant une commission d'experts européens et arabes en vue d'une conférence euro-arabe des ministres des Affaires étrangères.

### OLP
La déclaration du sommet arabe reconnaissant l'OLP comme « seul représentant du peuple palestinien » propulse cette organisation de guérilla sur le devant de la scène internationale. Connue depuis l'arrivée de Yasser Arafat à sa tête en 1969 pour ses nombreux attentats en Israël, l'assassinat du Premier ministre jordanien Wasfi Tall lors d'une réunion de Ligue arabe au Caire en 1971, et devenue célèbre en Europe par le massacre de Munich en 1972, elle devient pourtant un interlocuteur des relations internationales, surtout après l'adhésion de la Jordanie à cette reconnaissance de l'OLP, lors du 7e sommet arabe à Rabat en octobre 1974.
Alors que les revendications palestiniennes faisaient jusqu'alors partie de la question générale du Moyen-Orient, elles acquièrent une dimension internationale. Le 22 septembre 1974 l'Assemblée générale de l'ONU inscrit pour la première fois la question palestinienne à son agenda, et le 13 novembre 1974 Yasser Arafat, vêtu de son treillis militaire et portant à la ceinture l’étui de son revolver prononce à sa tribune un discours célèbre, à la fois précurseur de l’option diplomatique et menaçant : « Aujourd’hui je suis venu porteur d’un rameau d’olivier et d’un fusil... Ne laissez pas le rameau d’olivier tomber de ma main. Je le répète : ne le laissez pas tomber de ma main ! Ne le laissez pas tomber de ma main ! »,,.